# Грайфензее (Цюрих)
Грайфензее (нім. Greifensee ZH) — місто  в Швейцарії в кантоні Цюрих, округ Устер.

## Географія
Місто розташоване на відстані близько 105 км на північний схід від Берна, 11 км на схід від Цюриха.
Грайфензее має площу 2,3 км², з яких на 48,9% дозволяється будівництво (житлове та будівництво доріг), 34,4% використовуються в сільськогосподарських цілях, 9,3% зайнято лісами, 7,5% не є продуктивними (річки, льодовики або гори).

## Демографія
2019 року в місті мешкало 5385 осіб (+5,6% порівняно з 2010 роком), іноземців було 20,2%. Густота населення становила 2372 осіб/км².
За віковим діапазоном населення розподілялося таким чином: 22,5% — особи молодші 20 років, 56,6% — особи у віці 20—64 років, 20,9% — особи у віці 65 років та старші. Було 2270 помешкань (у середньому 2,4 особи в помешканні).
Із загальної кількості 1663 працюючих 15 було зайнятих в первинному секторі, 547 — в обробній промисловості, 1101 — в галузі послуг.